# 전자기기

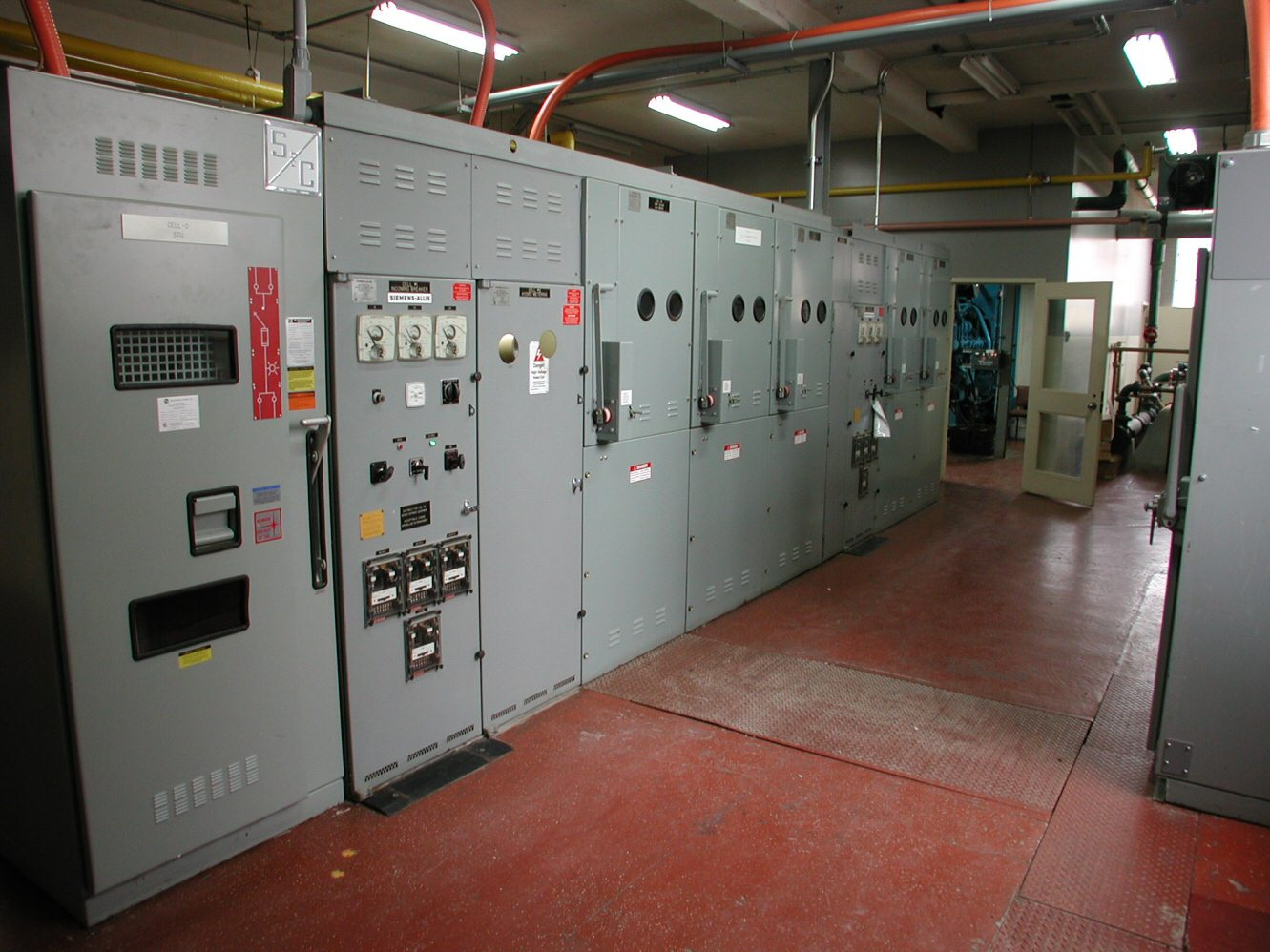
대형 건물의 배전 시스템의 전기 장비 부분

전자기기(電子機器)는 전력공학을 이용하는 기기나 기계를 의미한다. 핵심 부품(전동기, 변압기, 전광, 이차 전지, 제어 전자 장치)을 작동하기 위해 기능적으로 전기 에너지(AC 또는 DC)에 의존하는 장치이다. 이는 연료나 인간의 체력과 같은 다양한 동력원에 의존하는 전통적인 기계 장치와 대조될 수 있다. 전자기기는 기계적 힘을 생성하기보다는 데이터 처리에 주로 전력을 사용하는 특수한 종류의 전자기기이다. 이 두 유형을 더 잘 구별하기 위해 물리적 작업을 강조하는 전자기기를 전기기계라고도 한다. 기전공학은 두 분야의 교차점을 강조한다.
전기 및 전자기기, 개발, 유지 관리 및 전원 공급이 함께 전기공학의 주제를 구성한다.
가정에서 사용되는 대부분의 전자기기는 고정식이며 상당한 전력 소비로 인해 전기 설비, 특히 충전식 소형 발전기, 배터리 대신 전기 콘센트에 의존한다.
전력원에 대한 의존성으로 인해 일반적으로 잘 발전된 전력망, 전자기기 및 전력 소비 패턴의 시점은 스마트 미터링으로 옮겨졌다.

## 같이 보기
- 가전제품